# Aleksandr Aniukov
Aleksandr Aniukov (rus: Александр Анюков)  (Samara, 28 de setembre de 1982), nom complet amb patronímic Aleksandr Gennàdievitx Aniukov, rus: Александр Геннадьевич Анюков, és un entrenador de futbol de l'associació russa i exjugador, que va jugar com a lateral dret. És entrenador assistent del FC Zenit Sant Petersburg.
Va fer el seu debut sènior el 2004, va representar la seva nació en dos campionats europeus i va guanyar més de 70 aparicions internacionals. Va guanyar la Premier League russa amb Zenit Sant Petersburg 5 vegades.

## Carrera de club
Aleksandr Aniukov va assistir a l'escola de futbol de Samara des dels sis anys. El 2000 va començar a jugar a l'equip de reserva de Krília Sovétov Samara a la Segona Divisió. Va ser notat per Aleksandr Tarkhanov i va ser convidat al primer equip. Aniukov va debutar a la Premier League russa el 14 d'octubre de 2000 en un partit contra el Zenit de Sant Petersburg. Ha jugat a Krylia Sovetov fins a mitjan 2005. Durant aquest temps es va convertir en un jugador internacional. També ha aparegut a l'Euro 2004.
El juliol del 2005 Aniukov es va traslladar al Zenit de Sant Petersburg. Va arribar a quarts de final de la Copa de la UEFA 2005-06 i després va guanyar la Copa de la UEFA 2007-08 amb ells.
El 25 de juny de 2019, Zenit va anunciar que Aniukov s'havia unit al cos tècnic de l'equip. El 14 de juliol de 2019 Anyukov va sortir de la jubilació per unir-se a Krylia Sovetov Samara com a préstec per a la temporada 2019-20.
El 28 de maig de 2020, Krilia Sovetov va anunciar que, malgrat que la temporada es va allargar fins al juliol a causa de la pandèmia COVID-19 a Rússia, el contracte d'Aniukov no s'allargarà i caducarà tal com estava previst originalment el 31 de maig, i que tornarà a Zenit a uniu-vos al seu cos tècnic.

## Internacional
Aniukov va debutar internacionalment el maig del 2004 contra Àustria. Va marcar el seu primer gol internacional el 2005 contra Alemanya. Més tard Aniukov va ser convocat a la plantilla de Rússia per a l'Eurocopa 2008. Va ser confirmat per a la selecció final de la UEFA Euro 2012 el 25 de maig de 2012.

## Estadístiques professionals

### Club
| Club             | Temporada     | Lliga     | Lliga | Copa      | Copa | Europa    | Europa | Total     | Total |
| Club             | Temporada     | Disputats | Gols  | Disputats | Gols | Disputats | Gols   | Disputats | Gols  |
| ---------------- | ------------- | --------- | ----- | --------- | ---- | --------- | ------ | --------- | ----- |
| Krylia Sovetov-2 | 2000          | 18        | 1     | 0         | 0    | —         | —      | 18        | 1     |
| Krylia Sovetov-2 | Total         | 18        | 1     | 0         | 0    | —         | —      | 18        | 1     |
| Krylia Sovetov   | 2000          | 4         | 0     | 2         | 1    | —         | —      | 6         | 1     |
| Krylia Sovetov   | 2001          | 3         | 0     | 2         | 0    | —         | —      | 5         | 0     |
| Krylia Sovetov   | 2002          | 2         | 1     | 1         | 0    | —         | —      | 3         | 1     |
| Krylia Sovetov   | 2003          | 18        | 0     | 6         | 0    | —         | —      | 24        | 0     |
| Krylia Sovetov   | 2004          | 29        | 2     | 7         | 0    | —         | —      | 36        | 2     |
| Krylia Sovetov   | 2005          | 15        | 0     | 4         | 0    | —         | —      | 19        | 0     |
| Krylia Sovetov   | Total         | 71        | 3     | 22        | 1    | —         | —      | 93        | 4     |
| Zenit            | 2005          | 12        | 1     | 1         | 0    | 8         | 0      | 21        | 1     |
| Zenit            | 2006          | 25        | 1     | 6         | 0    | 6         | 0      | 37        | 1     |
| Zenit            | 2007          | 23        | 2     | 6         | 0    | 8         | 0      | 37        | 2     |
| Zenit            | 2008          | 26        | 3     | 0         | 0    | 15        | 1      | 41        | 4     |
| Zenit            | 2009          | 27        | 1     | 2         | 0    | 5         | 0      | 34        | 1     |
| Zenit            | 2010          | 27        | 1     | 3         | 0    | 6         | 0      | 36        | 1     |
| Zenit            | 2011–12       | 37        | 1     | 5         | 0    | 11        | 0      | 53        | 1     |
| Zenit            | 2012–13       | 22        | 1     | 4         | 0    | 9         | 0      | 35        | 1     |
| Zenit            | 2013–14       | 14        | 0     | 2         | 0    | 6         | 0      | 22        | 0     |
| Zenit            | 2014–15       | 17        | 0     | 2         | 0    | 9         | 0      | 28        | 0     |
| Zenit            | 2015–16       | 15        | 0     | 3         | 0    | 7         | 0      | 25        | 0     |
| Zenit            | 2016–17       | 10        | 0     | 2         | 0    | 4         | 0      | 16        | 0     |
| Zenit            | 2017–18       | 1         | 0     | 1         | 0    | 2         | 0      | 4         | 0     |
| Zenit            | 2018–19       | 16        | 0     | 2         | 1    | 10        | 0      | 28        | 1     |
| Zenit            | Total         | 272       | 11    | 39        | 1    | 106       | 1      | 417       | 13    |
| Zenit-2          | 2017–18       | 6         | 1     | —         | —    | —         | —      | 6         | 1     |
| Krylia Sovetov   | 2019–20       | 18        | 0     | 0         | 0    | —         | —      | 18        | 0     |
| Total carrera    | Total carrera | 385       | 16    | 61        | 2    | 106       | 1      | 552       | 19    |

## Honors

### Club
Zenit Sankt-Peterburg
- Copa de la UEFA: 2007-08
- Premier League russa: 2007, 2010, 2011-12, 2014-15, 2018-19[5][6]
- Copa de Rússia: 2009-10, 2015-16
- Supercopa de la UEFA: 2008
- Supercopa de Rússia: 2008, 2011, 2015, 2016

### Internacional
Rússia
- Medalla de bronze del Campionat Europeu de la UEFA: 2008[7][8][9]